# Scheffzental
Das Scheffzental ist ein 8,6 Hektar großes Landschaftsschutzgebiet im Tal des Beutenbachs auf der Gemarkung der Stadt Ditzingen.

## Name
Der Name im schefftzentall bzw. tzu schefftzenwiesen wird 1424 im Leonberger Amtslagerbuch erstmals genannt und erscheint erneut 1524 (Scheffzenthal) und in weiteren Quellen des 16. Jahrhunderts. Das Urbar des Priorats Reichenbach nennt 1427 das Schepffetzer Feld. Der Name bezieht sich vielleicht auf den Begriff Scheffzen, einen schwäbischen Ausdruck für den in der Region Scheffzenheu (Schaftheu) genannten Acker-Schachtelhalm.

## Schutzstatus
Das Gebiet wurde durch Verordnung vom 15. Januar 1990 gemäß § 22, § 58 Abs. 3 und § 64 Abs. 1 Nr. 2 des Gesetzes zum Schutz der Natur, zur Pflege in der Landschaft und über die Erholungsvorsorge in der freien Landschaft (Naturschutzgesetz – NatSchG) vom 21. Oktober 1975 durch das Landratsamt Ludwigsburg unter Schutz gestellt.
Zweck ist der Schutz der freigehaltenen, naturnah genutzten Talaue des Beutenbachs (Grünland) zwischen Stuttgart-Hausen und Ditzingen und ihres harmonischen Landschaftsbildes. Das Tal dient zugleich als Retentionsraum des Beutenbachs. Der Bachlauf weist einen naturnahen Gehölzbestand mit zahlreichen Kopfweiden aus, der sowohl aus landschaftlichen Gründen, als auch als Lebensraum von Tieren (höhlenbrütende Vogelarten) als besonders schützenswert gilt. Weiterer Schutzzweck ist die Sicherung der Grünzäsur zwischen Siedlungsflächen im Verdichtungsbereich und eines letzten Restes einer naturnahen Talaue in ansonsten zersiedelter Landschaft.
Durch die Ausweisung als Landschaftsschutzgebiet soll das Beutenbachtal langfristig vor störenden Eingriffen geschützt werden, die das Landschaftsbild nachteilig verändern könnten.